# 레이디 두아
레이디 두아는 개봉 미정인 넷플릭스 드라마이다.

## 출연진
- 신혜선
- 이준혁